# Ritske Jelmera Cammingha
Ritske Jelmera Cammingha (Ternaard, 1383 – 17 januari 1450) was een Friese hoofdeling die heer was van de vrije heerlijkheid Ameland. Zijn state Camminghaslot stond nabij Ballum.
Een deel van zijn nakomelingen (via zijn achterkleinzoon Pieter) kwam bekend te staan onder de later adellijke geslachtsnaam Van Cammingha.